# David Rudisha
David Lekuta Rudisha (Kilgoris, 17 december 1988) is een Keniaanse atleet, die zich heeft toegelegd op de 400 en de 800 m. Op de 800 m werd hij tweemaal olympisch kampioen, tweemaal wereldkampioen en tweemaal Afrikaans kampioen. Ook is hij sinds 2012 wereldrecordhouder op deze afstand.

## Biografie

### In vaders voetsporen
David Rudisha is de zoon van Daniel Rudisha, de sterke Keniaanse 400 m-loper, die een zilveren medaille veroverde op de Olympische Spelen van 1968, waar hij deel uitmaakte van de Keniaanse estafetteploeg op de 4 x 400 m estafette. Rudisha junior kreeg de atletieksport dus met de paplepel ingegoten, maar vooral zijn vaders olympische medaille stimuleerde hem van jongs af aan om zich op de atletiek te werpen.
In 2004 begon David Rudisha serieus werk te maken van zijn atletiekambities, in eerste instantie als tienkamper. Hij nam deel aan wedstrijden op districts- en provinciaal niveau, maar tot nationaal niveau bracht hij het nog niet.

### Overstap
In 2005 kwam hij voor zijn middelbareschoolopleiding op St. Patrick's in Iten terecht, waar hij in contact kwam met de bekende Ierse coach, broeder Colm O'Connell. Dat jaar vertegenwoordigde hij Kenia op de Oost-Afrikaanse jeugdkampioenschappen, waar hij op de 400 m in 48,2 een zilveren medaille veroverde. O'Connell, die hem al enige tijd tijdens zijn trainingen had geobserveerd, adviseerde hem vervolgens om over te stappen op de 800 m. Het werd het begin van een glansrijke carrière.

### Beste bij de junioren
Een jaar later kwam hij tijdens de trials voor de Afrikaanse kampioenschappen tot zijn eerste aansprekende persoonlijke recordtijd, 1.46,3, zonder zich te kwalificeren overigens. Enkele weken later plaatste hij zich in Nairobi met een tijd van 1.47,20 echter wel voor de wereldkampioenschappen voor junioren in Peking. Hier beleefde hij op 18 augustus 2006 zijn eerste grote triomf door met een winnende tijd van 1.47,40 wereldkampioen bij de junioren te worden.
In 2007 stormde David Rudisha op de Afrikaanse kampioenschappen voor junioren in Ouagadougou, Burkina Faso, op de 800 m naar het goud in 1.46,41, een toernooirecord. Later dat jaar behaalde hij zijn eerste Golden League-overwinning: tijdens de Weltklasse Meeting in Zürich liet hij de klokken stilstaan op 1.45.51. En een week later, bij de Memorial Van Damme in Brussel, lapte Rudisha het hele veld aan zijn laars en zegevierde hij opnieuw, ditmaal in een persoonlijke besttijd van 1.44,15.

### Afrikaans kampioen bij de senioren
Op de 800 m kwalificeerde hij zich ditmaal wel voor de Afrikaanse kampioenschappen in Addis Abeba: in 1.44,20, een toernooirecord, werd hij voor de eerste maal Afrikaans kampioen bij de senioren. Dit leek een opstap naar de later dat jaar te houden Olympische Spelen, naar het zich liet aanzien. Inmiddels was er echter een andere Afrikaanse jongeling op het strijdtoneel verschenen, de Soedanees Abubaker Kaki Khamis, die zich dat jaar tot wereldindoorkampioen had laten kronen. Rudisha kwam hem daarna enkele malen tegen, in Oslo tijdens de Golden League meeting en in Ostrava, een week later, en beide keren delfde de Keniaan het onderspit, ondanks een persoonlijk record in Oslo van 1.43,72. Vervolgens openbaarden zich tijdens het pre-olympische trainingskamp van de Keniaanse delegatie scheenbeen- en kuitproblemen bij Rudisha en besefte hij, dat hij niet op tijd fit zou zijn voor de kwalificatiewedstrijden op 4 en 5 juli 2008. En hoewel ervoor werd gepleit om de jonge atleet desondanks op te nemen in de olympische selectie, gingen de Keniaanse autoriteiten daar niet in mee; wie zich niet op de trials had gekwalificeerd, ging niet mee.

### Afrikaans record
David Rudisha liet in 2009 het indoorseizoen aan zich voorbijgaan en concentreerde zich op deelname aan in de wereldkampioenschappen in Berlijn. Hier kwam hij op de 800 m echter niet verder dan de halve finale, waarin hij op de derde plaats eindigde in 1.45,40.
Hoewel hij in Berlijn op meer had gehoopt, bleek dit toernooi toch de opmaat voor een uitstekend naseizoen. Eerst verbeterde hij zijn persoonlijk beste tijd ooit in Zürich, waar hij tijdens de Golden League meeting op 28 augustus de 800 m won in 1.43,52. Een week later won hij op de Memorial Van Damme, de laatste in de reeks van Golden League wedstrijden, onder vrij koude en regenachtige omstandigheden, opnieuw in 1.45,80. Om vervolgens, twee dagen later, tijdens een Grand Prix wedstrijd in Rieti tot zijn allerbeste tijd tot dan toe te komen: in 1.42,01 won hij niet alleen alweer, hij verbeterde tevens het 25 jaar oude Afrikaanse record van zijn landgenoot Sammy Koskei en werd de op drie na snelste 800 meterloper ooit.

### Eerste wereldrecords
Op zondag 22 augustus 2010 was het zo ver, in Berlijn liep Rudisha met een tijd van 1.41,09 twee honderdste seconde onder het dertien jaar oude wereldrecord van Wilson Kipketer. Slechts een week later haalde hij er in het Italiaanse Rieti nog wat honderdsten van af: 1.41,01. Bij beide races was er een haas in de baan, maar beide keren zat er een gat tussen Rudisha en de haas, zodat hij feitelijk de hele race in de wind liep.

### Wereldkampioen en een eerste olympische titel
In 2011 nam Rudisha deel aan de Wereldkampioenschappen atletiek 2011 in Daegu. In de finale van de 800 meter was Rudisha de snelste voor Abubaker Kaki Khamis. Op 9 augustus 2012 op de Olympische Spelen in Londen scherpte Rudisha zijn wereldrecord aan tot 1.40,91.

### Verlenging olympische titel
Tijdens de Wereldkampioenschappen atletiek 2015 in Peking werd Rudisha een tweede maal wereldkampioen op de 800 meter. In de finale liet hij de Pool Adam Kszczot en de Bosniër Amel Tuka achter zich.
Vier jaar later liet hij opnieuw van zich spreken bij de Olympische Spelen van Rio de Janeiro. Hij finishte in 1.42,15 en verlengde hiermee zijn Olympische titel.

## Titels
- Olympisch kampioen 800 m - 2012, 2016
- Wereldkampioen 800 m - 2011, 2015
- Afrikaans kampioen 800 m - 2008, 2010
- Wereldjeugdkampioen 800 m - 2006
- Afrikaans jeugdkampioen 800 m - 2007

## Persoonlijke records
| Onderdeel | Prestatie    | Datum            | Plaats     |
| --------- | ------------ | ---------------- | ---------- |
| 400 m     | 45,50 s      | 27 februari 2010 | Sydney     |
| 600 m     | 1.13,10      | 5 juni 2016      | Birmingham |
| 800 m     | 1.40,91 (WR) | 9 augustus 2012  | Londen     |
| 1000 m    | 2.19,43      | 28 juni 2017     | Ostrava    |

## Palmares

### 600 m
Diamond League-overwinningen
- 2014: British Grand Prix – 1.13,71
- 2016: Birmingham Grand Prix – 1.13,10

### 800 m
Kampioenschappen
- 2006:  WJK te Peking - 1.47,40
- 2007:  Afrikaanse jeugdkamp. - 1.46,41
- 2008:  Afrikaanse kamp. - 1.44,20
- 2009: 3e in ½ fin. WK - 1.45,40
- 2009:  Wereldatletiekfinale - 1.44,85
- 2010:  Afrikaanse kamp. 1.42,84
- 2010:  ISTAF meeting in Berlijn - 1.41,09 (WR)
- 2010:  IAAF World Challenge meeting in Rieti - 1.41,01 (WR)
- 2011:  WK - 1.43,91
- 2012:  OS - 1.40,91 (WR)
- 2014:  Gemenebestspelen - 1.45,48
- 2015:  WK - 1.45,84
- 2016:  OS - 1.42,15

Golden League-overwinningen
- 2007: Weltklasse Zürich – 1.45,51
- 2007: Memorial Van Damme – 1.44,15
- 2009: Weltklasse Zürich – 1.43,52
- 2009: Memorial Van Damme – 1.45,80

Diamond League-overwinningen
- 2010:  Eindzege Diamond League
- 2010: Qatar Athletic Super Grand Prix – 1.43,00
- 2010: Bislett Games – 1.42,04
- 2010: Athletissima – 1.43,25
- 2010: Memorial Van Damme – 1.43,50
- 2011:  Eindzege Diamond League
- 2011: Athletissima – 1.44,15
- 2011: Herculis – 1.42,61
- 2011: Aviva London Grand Prix – 1.42,91
- 2011: Memorial Van Damme – 1.43,96
- 2012: Qatar Athletic Super Grand Prix – 1.43,10
- 2012: Adidas Grand Prix – 1.41,74
- 2012: Meeting Areva – 1.41,54
- 2013: Qatar Athletic Super Grand Prix – 1.43,87
- 2013: Adidas Grand Prix – 1.45,14
- 2014: Adidas Grand Prix – 1.44,63
- 2014: Glasgow Grand Prix – 1.43,34
- 2015: Adidas Grand Prix – 1.43,58

## Onderscheidingen
- IAAF-atleet van het jaar - 2010

1896: Teddy Flack ·
1900: Alfred Tysoe ·
1904: Jim Lightbody ·
1908: Mel Sheppard ·
1912: Ted Meredith ·
1920: Albert Hill ·
1924: Douglas Lowe ·
1928: Douglas Lowe ·
1932: Tommy Hampson ·
1936: John Woodruff ·
1948: Mal Whitfield ·
1952: Mal Whitfield ·
1956: Tom Courtney ·
1960: Peter Snell ·
1964: Peter Snell ·
1968: Ralph Doubell ·
1972: Dave Wottle ·
1976: Alberto Juantorena ·
1980: Steve Ovett ·
1984: Joaquim Cruz ·
1988: Paul Ereng ·
1992: William Tanui ·
1996: Vebjørn Rodal ·
2000: Nils Schumann ·
2004: Joeri Borzakovski ·
2008: Wilfred Bungei ·
2012: David Rudisha ·
2016: David Rudisha ·
2020: Emmanuel Korir ·
2024: Emmanuel Wanyonyi
1983 Willi Wülbeck ·
1987 Billy Konchellah ·
1991 Billy Konchellah ·
1993 Paul Ruto ·
1995 Wilson Kipketer ·
1997 Wilson Kipketer ·
1999 Wilson Kipketer ·
2001 André Bucher ·
2003 Djabir Saïd-Guerni ·
2005 Rashid Ramzi ·
2007 Alfred Kirwa Yego ·
2009 Mbulaeni Mulaudzi ·
2011 David Rudisha ·
2013 Mohammed Aman · 
2015 David Rudisha · 
2017 Pierre-Ambroise Bosse · 
2019 Donavan Brazier · 
2022 Emmanuel Korir · 
2023 Marco Arop